# Bilan de la Seconde Guerre mondiale
La Seconde Guerre mondiale fut le conflit militaire le plus meurtrier de l'histoire. Plus de 80 millions de personnes ont été tuées, ce qui représentait plus de 2,6 % de la population mondiale à l'époque. Cet article tente de dresser un bilan humain et matériel de cette guerre. Le bilan humain de la Seconde Guerre mondiale est cependant discuté, certains spécialistes, démographes, et historiens, avancent jusqu'à 85 millions de personnes tuées durant ce conflit, car les données sur les pertes civiles sont souvent sous-évaluées, et il y a aussi le problème des chiffres qui ne sont pas définitifs à propos des pertes de l'URSS, et de la Chine (militaires et civils).

## Bilan humain

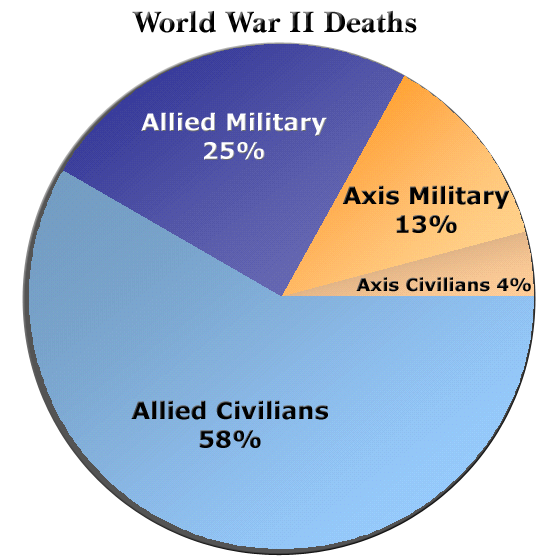
Comme le montre ce graphique, plus de la moitié des victimes furent des civils

En 1945, de nombreuses régions sont détruites en Europe et plusieurs millions de personnes sont mortes ou blessées. Les combats de la Seconde Guerre mondiale n’ont épargné que les pays neutres. Le bilan humain est catastrophique : entre 60 et 80 millions de morts, plusieurs millions de blessés, 30 millions d’Européens déplacés en raison des changements de frontières, surtout en Europe orientale. Ce conflit fut le plus coûteux en vies humaines de toute l'histoire de l'humanité. Environ 45 millions de civils sont morts et le nombre de victimes civiles est supérieur à celui des victimes militaires. Parmi les victimes, 6 millions de Juifs sont assassinés, ainsi que 220 000 tsiganes.

### Pertes militaires en Europe

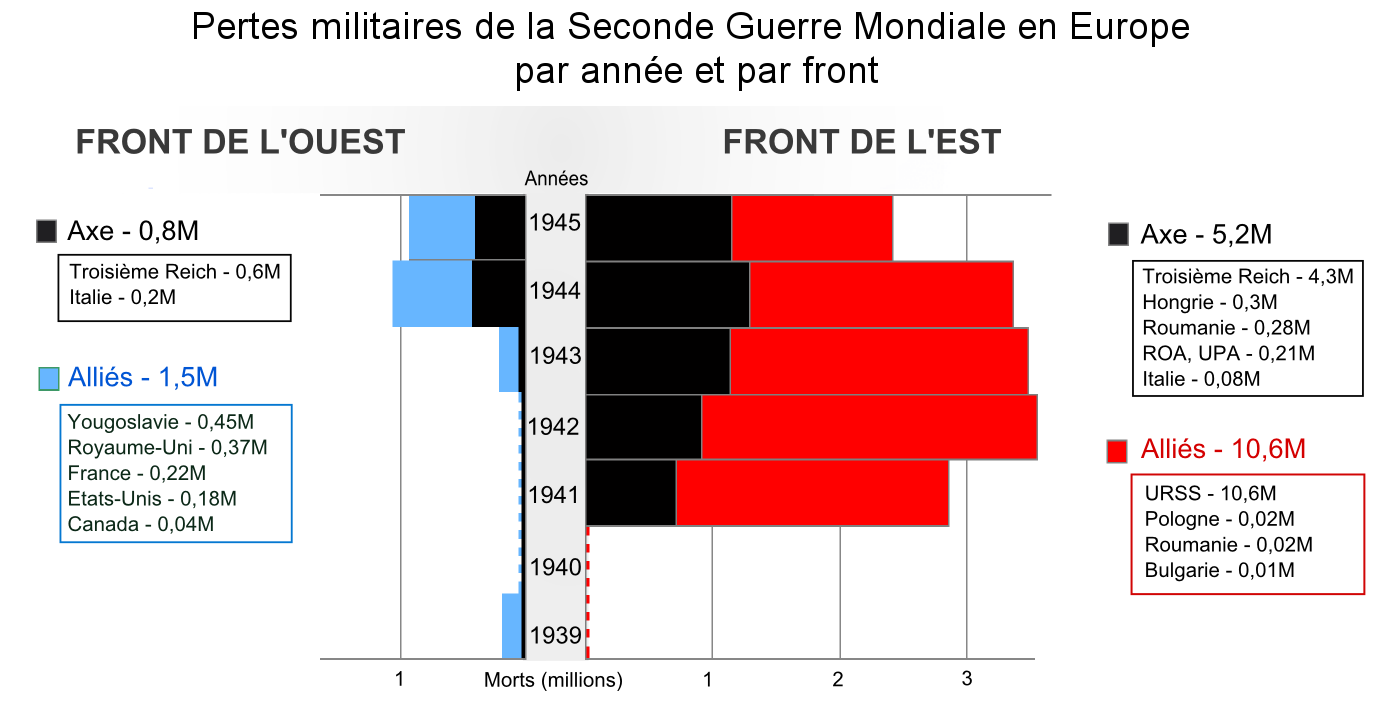
Graphique représentant les pertes militaires en Europe selon le front de combat.

Au total, selon les estimations, environ 17 877 000 militaires sont morts sur les champs de bataille européens, dont 10 774 000 du côté des alliés et 7 103 000 du côté des forces de l'Axe. Les tués de l’Armée rouge constituent 53 % du total des pertes militaires connues en Europe, ceux de l'Allemagne 31 %, ceux du Royaume-Uni 1,8 %, ceux de la France 1,4 % et ceux de l’armée américaine 1,3 %. Les pertes militaires de l’Union soviétique représentent 88 % du total des pertes alliées en Europe (Royaume-Uni 3 %, France 2,3 % et États-Unis 2,2 %). Le total des pertes militaires seules de l'Allemagne et de l'Union soviétique réunies représentent 84 % du total de toutes les pertes militaires subies en Europe. Les pertes militaires du conflit germano-soviétique seul sont de 13 876 400 soit 78 % du total des pertes militaires subies en Europe [réf. nécessaire].

## Bilan matériel

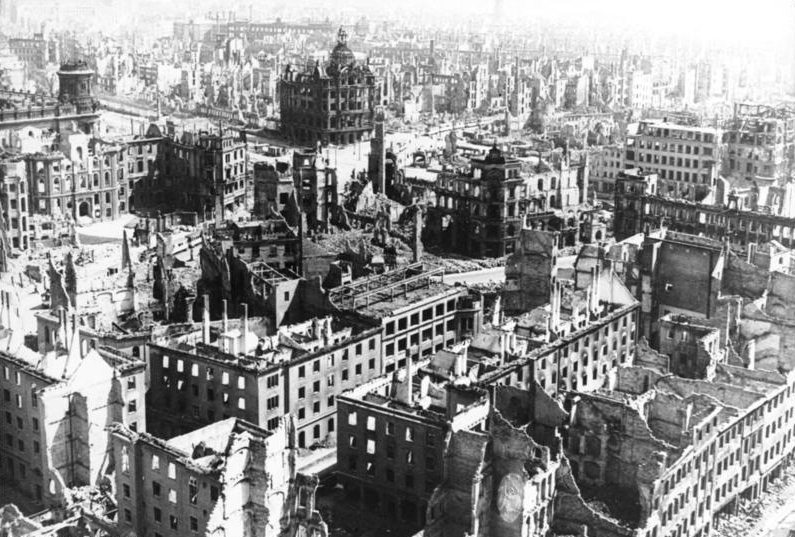
Dresde en ruines (1945)

Les bombardements nazis et alliés ont provoqué d’importants dégâts matériels dans les villes : Berlin et Varsovie sont presque complètement détruites. Le bombardement de Dresde du 13 février 1945 marque les esprits, on a annoncé des chiffres comme 135 000 morts après coups, mais le bilan en 2008 fut révisé à 25 000 morts. Plusieurs quartiers de Londres et de Rotterdam sont à reconstruire. Des millions de civils n’ont plus de logement et les sans abris se comptent par millions. Autres villes martyres : Hiroshima, Nagasaki, Tokyo, Manille, Hambourg, Stalingrad, Léningrad, Sébastopol, Kiev, Kharkov, Budapest.
Pour la France, le montant de la reconstruction s'élève à 4 milliards 900 millions de francs. 300 000 bâtiments d’habitation sont entièrement détruits. Sont notamment détruites en totalité ou en partie les villes de Brest, Caen, Épinal, Le Havre, Lorient, Saint-Dié-des-Vosges, Saint-Nazaire, Saint-Lô, Évreux, Saint-Malo, Rouen.
Les infrastructures de transport et de production sont également endommagées : la mise hors d'usage de milliers de routes, de ponts, de voies ferrées et de ports provoque l’isolement de nombreux villages. L'URSS reste la plus touchée par les dégâts matériels. En effet, près de 1 710 villes et plus de 70 000 villages, 32 000 entreprises industrielles, 100 000 fermes collectives et étatiques, 4 700 000 maisons, 127 000 écoles, universités et bibliothèques publiques ont été détruits. Dans l’ensemble, les pertes matérielles ont été estimées à 600 milliards d’euros.
Concernant l'Europe, le pillage des ressources organisé par les nazis dans les pays occupés, conjugué à la désorganisation des moyens de production, entraîne d’importantes pénuries ; le rationnement est maintenu après la capitulation allemande du 8 mai 1945 (en France, 200 g de pain par jour et moins de 200 g de viande par semaine). L’après-guerre est marqué par la famine hollandaise de 1944. L’hiver rigoureux de 1946-1947 accentue les difficultés de ravitaillement et rend encore plus difficile la vie quotidienne dans l’Europe du Nord-Ouest. Le manque de charbon se fait durement ressentir car il représente le principal moyen de chauffage. 100 millions d’Européens disposent de moins de 1 500 calories par jour. Selon Alan S. Milward, la ration alimentaire moyenne des Allemands en 1946-1947 s’élève à 1 800 calories par jour et par habitant.
Le Sous-secrétaire d'État américain aux affaires économiques William Clayton (en) (1880-1966), de retour d’Allemagne, alerte Washington, D.C. et affirme que des « millions de personnes meurent lentement de faim ».

### France
La guerre n'a épargné aucune partie du territoire métropolitain. 74 départements métropolitains sur 90 ont subi des dommages importants et plus de 20 % du capital immobilier a été détruit. En 1945, près d'un million de ménages (sur un peu plus de 12,5 millions de ménages que comptait alors la France métropolitaine) se trouvent sans abri, des villes entières ayant été rasées (Caen, Brest, Le Havre, etc.).
2 100 000 bâtiments ont été endommagés en France métropolitaine pendant la guerre (contre moins d'un million pendant la Première Guerre mondiale), dont 462 000 totalement détruits (contre 368 000 pendant la Première Guerre mondiale). 20 % des destructions ont eu lieu pendant la bataille de France en mai-juin 1940 (Dunkerque et Calais sont par exemple détruites en majeure partie pendant ces quelques semaines de Blitzkrieg) ; 15 % des destructions ont eu lieu de juin 1940 à juin 1944 (bombardements aériens des Alliés sur les centres portuaires, ferroviaires et industriels de la France occupée) ; 65 % des destructions ont eu lieu lors de la Libération de la France de juin 1944 à mai 1945.

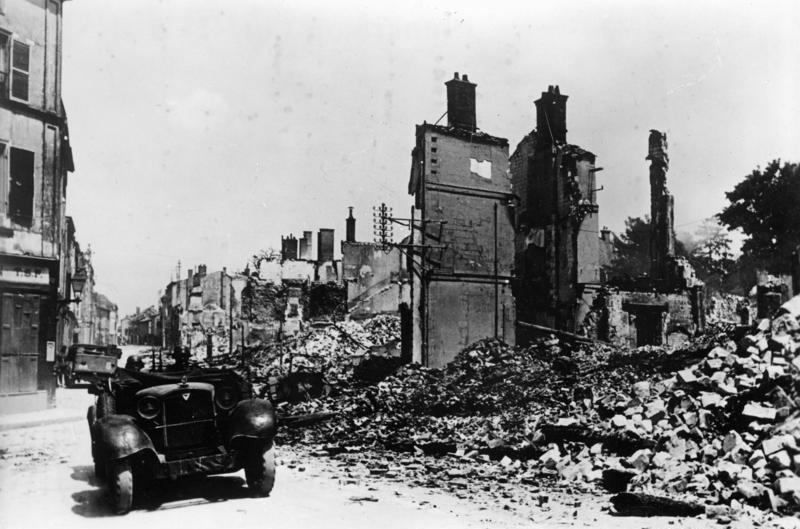
Quartier du centre ancien de Châlons-sur-Marne (aujourd'hui Châlons-en-Champagne) détruit par les bombardements de la Luftwaffe en juin 1940.

Les destructions ont d'autre part touché beaucoup plus profondément le potentiel productif français qu'au cours de la Première Guerre mondiale : les agglomérations urbaines, les industries et les commerces ont été partout visés, ainsi que les nœuds de communications. La Commission consultative des dommages et des réparations (CCDR) a évalué à 175 milliards de francs 1938 la valeur des immeubles détruits (110 milliards de destructions immobilières et 65 milliards de destructions mobilières). Il faut ajouter à ces destructions les charges préliminaires et accessoires de la reconstruction évaluées à 42 milliards : il est en effet nécessaire de débarrasser de 10 millions de mines plus de 450 000 hectares de sol (près de 1 % de la superficie de la France métropolitaine). Il faut déblayer 70 millions de mètres cubes de décombres et combler 80 millions de mètres cubes de tranchées et de trous de bombes. Les réseaux de voirie et d'assainissement doivent en grande partie être reconstitués.

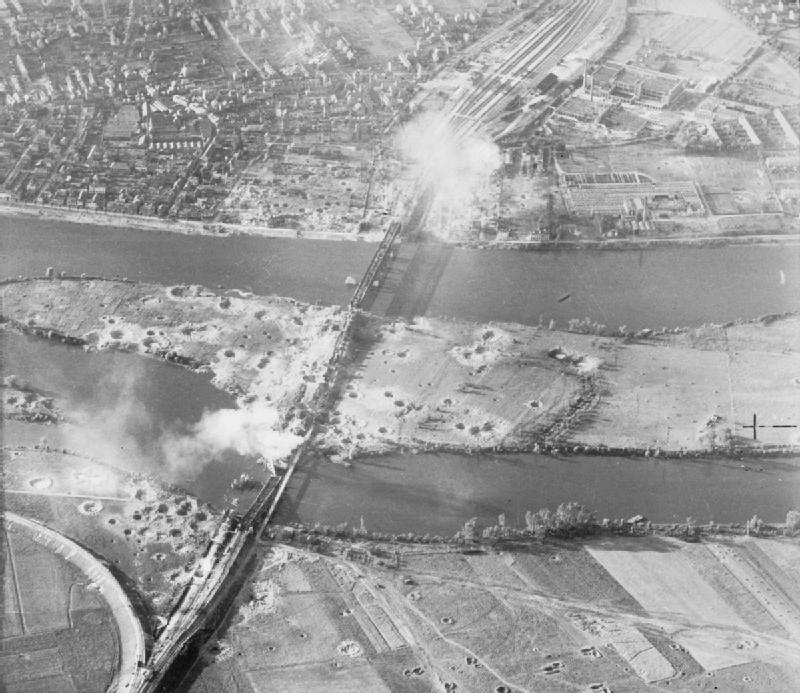
Bombardements alliés des ponts du chemin de fer de Paris à Rouen au franchissement de la Seine sur l'ile aux Bœufs à Oissel, banlieue sud de Rouen, Normandie, en août 1944.

Voies de communication et moyens de transports sont en grande partie ruinés. En ce qui concerne les chemins de fer, 3 700 km de voies, 3 400 000 m2 de bâtiments et 2 850 ouvrages d'art ont été détruits. Les Allemands ont d'autre part prélevé 33 000 tonnes de rail et 800 000 traverses. 115 gares principales sur 300 sont détruites ainsi que 24 gares de triage. Plus de 20 % des locomotives, près de 65 % des wagons de marchandise et 42 % des voitures de voyageurs ont disparu. Au total, les dommages subis par les chemins de fer sont évalués à 113 milliards de francs 1938.
Pour ce qui concerne les routes, 8 793 ponts routiers, 7 165 km de routes nationales et 50 000 km de routes départementales et vicinales sont hors d'état. 105 000 autobus, cars et camions (40 % du parc d'avant-guerre) et 645 000 voitures particulières et camionnettes (31 % du parc d'avant-guerre) ont été détruits.
Les transports maritimes ont durement souffert : 96 km de quais (79 % de la longueur totale en 1939), 823 postes accessibles aux navires de haute mer (60 % du total) et 15 formes de radoub sur 27 ont été détruits totalement. 59 % des engins de levage et de manutention ont été détruits. 50 % des engins de radoub et de dragage ont été anéantis. La flotte commerciale ne comprend plus que 890 000 tonneaux, soit le tiers de la flotte d'avant-guerre. Les pertes atteignent 60 % pour les cargos et 77 % pour les pétroliers. Au total, les transports maritimes ont subi un préjudice de plus de 32 milliards de francs 1938.
Les voies navigables sont quant à elles pour la plupart hors d'état de fonctionner : 88 % des rivières et 83,5 % des canaux sont impraticables. 426 bateaux-citernes sur 489 et 288 remorqueurs sur 520 ont disparu.
Les communications sont aussi très atteintes : 68 % des immeubles administratifs, 77 % des répéteurs télégraphiques, plus de 90 % des émetteurs de TSF et 75 % des pylônes de TSF ont été détruits.
L'industrie et le commerce ont subi des dommages évalués à 265 milliards de francs 1938. 153 milliards de spoliations entrent dans cette évaluation. Les Allemands ont en effet prélevé des matières premières (60 % des textiles, 55 % des cuirs, 62 % du bois d’œuvre notamment), des produits finis et du matériel industriel.
Les usines d'armement, la construction aéronautique, l'industrie automobile (les grandes presses ont été enlevées, les usines Peugeot complètement déménagées), les industries chimiques (caoutchouc et acide sulfurique notamment), les entreprises de travaux publics, les chantiers navals, les mines et l'énergie électrique sont très gravement touchés, par les destructions comme par le prélèvement de matériel.
L'agriculture a aussi subi de nombreux dommages. 135 000 bâtiments agricoles sont détruits, 410 000 endommagés. Les terres ont été bouleversées par les bombardements, les mines, les constructions d'ouvrages militaires et le passage des armées. 13 920 hectares sont inondés par l'eau douce, 11 200 par l'eau salée. À cela s'ajoutent les prélèvements par l'occupant allemand de 1940 à 1944 : 890 000 tonnes de viande (plus de 16 % des ressources françaises), cinq millions de tonnes de céréales (11 % des ressources en blé et 20 % des ressources en avoine), plus de 26 millions d'hectolitres de lait (7 % des ressources) ont pris le chemin de l'Allemagne. La moitié des porcins, un tiers des chevaux, un tiers des ovins, un septième des bovins ont en outre disparu depuis 1939.

### Japon

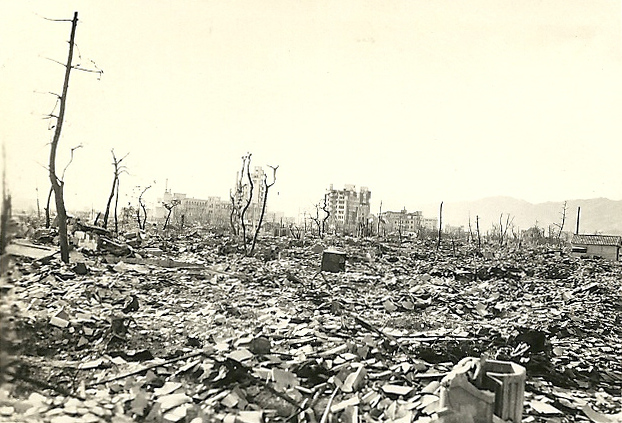
Hiroshima après l'explosion d'une bombe atomique le 6 août 1945.

À l’été 1945, l’USAAF a effectué une des plus intenses campagnes de destruction de centres urbains de l’histoire mondiale. Quelque 68 villes japonaises ont été bombardées, et toutes ont été partiellement ou intégralement détruites. On estime à 1,7 million le nombre de personnes sans-abris, à 300 000 le nombre de tués, et à 750 000 le nombre de blessés. Outre les bombes conventionnelles utilisées pour bombarder 66 de ces villes, deux d'entre elles l'ont été avec des bombes atomiques.

## Bilan psychologique
Les familles des victimes sont toujours sous le choc de cette guerre très meurtrière. De plus, les personnes qui ont survécu aux camps de concentration ont énormément de difficultés à vivre comme avant. Les souvenirs qui les hantent jours et nuits sont traumatisants. Enfin, l'arme atomique, qui a montré ses capacités destructrices à Hiroshima et à Nagasaki, les 6 et 9 août 1945, a marqué les esprits du monde entier, par le nouveau type de conflit qu'elle symbolise. Ainsi pour eux, comme l'a écrit l'écrivain Albert Camus dans un éditorial de Combat, « la paix est le seul combat qui vaille d'être mené ».

## Situation économique en Europe
En 1947, les niveaux de production demeurent inférieurs à ceux d’avant guerre : la production agricole atteint 83 % de celle de 1938, la production industrielle 88 % et les exportations 59 %. Cette situation s'explique par le manque de main d'œuvre, par la faible productivité du travail à cause de la sous-nutrition, par les pillages, les bombardements, les sabotages qui ont affecté l'appareil de production. D'une manière générale, l'économie des pays d'Europe orientale est plus affectée que celle des pays de l'Ouest, car l'occupation nazie y fut plus dure et la tactique de la terre brûlée fut appliquée en URSS.
Après 1945, les gouvernements et les entrepreneurs doivent reconvertir les usines de guerre pour les besoins de la consommation et de l'équipement. En France, le manque de charbon paralyse la sidérurgie. En Allemagne, le manque de matières premières, de main d'œuvre, l'absence d'une administration nationale et la limite des transports provoquent une situation dramatique. Le surpeuplement et le marché noir menacent l'équilibre du pays.
Pour financer l’effort de guerre, les gouvernements européens se sont endettés. Les États-Unis avaient prêté 4,33 milliards de dollars américains à la Grande-Bretagne en 1945 tandis que le Canada lui avait alloué 1,19 milliard de dollars américains en 1946, avec un taux d'intérêt annuel de 2 %. L’Allemagne doit verser 20 milliards de dollars à l’URSS à titre de réparation.
Les échanges commerciaux sont restreints à cause des bombardements et de la destruction des marines marchandes. La balance commerciale de nombreux pays européens est déficitaire. Le chômage et le rationnement poussent les travailleurs à faire grève. Un contexte social difficile s'installe, favorable à l’agitation et à la progression du communisme. En raison des pénuries qui affectent l'Europe, celle-ci dépend des importations, en particulier venant des États-Unis.
Partout, l'inflation fragilise les monnaies européennes. En France, le régime de Vichy avait mis en place une énorme masse monétaire sans contrepartie dans la production. Cela entraîna le pays dans la spirale sans fin de l'inflation. La livre sterling a perdu de son importance face au dollar américain. En Allemagne, la cigarette blonde américaine fait figure d'étalon monétaire.

## Bilan par pays

### Allemagne

La partition de l'Allemagne par les vainqueurs de la guerre : la zone britannique en vert, française en bleu (avec la Sarre en attente de plébiscite en bleu pâle), américaine en orange et soviétique en rouge.

Les Allemands parlent souvent de l'année 1945 comme de la « Stunde Null » (« l'heure zéro ») pour décrire l'effondrement de leur pays. Le fameux film de Rossellini Allemagne année zéro montre de nombreuses régions d’Allemagne devenues des champs de ruines avec des carcasses d’immeubles calcinés et une population affamée et hébétée à la recherche de sa nourriture quotidienne.
La conférence de Potsdam marque la séparation de l'Allemagne en quatre zones distinctes, sous la surveillance des puissances occupantes : Union soviétique, États-Unis, Royaume-Uni et France. Le territoire allemand est grandement amputé : il diminue de 24 % par rapport à 1937. Il ne couvre plus que 357 000 km2. Les forces soviétiques, commencent dès leur arrivée à démonter des usines et à piller la zone qui leur a été attribuée, bien qu'aucun accord n'ait été conclu sur les réparations de guerre dues par l'Allemagne et leurs modalités de recouvrement. Elles entendent en effet faire payer aux Allemands les destructions causées à l'économie soviétique pendant l'offensive nazie. Après avoir transféré 40 % de l’industrie, les Soviétiques transforment au moins 200 entreprises en "sociétés soviétiques par actions" (SAG). Elles contrôlent aussi directement, et à leur seul profit, une bonne part des sources d’énergie et de l’industrie lourde de leur secteur. À partir de 1948, les grandes propriétés sont partagées, les opposants politiques internés et la liberté d’expression supprimée dans les médias. Cependant, Staline ne cherche pas dans un premier temps la partition du pays. Il espère en effet pouvoir bénéficier de l'exploitation du charbon de la Ruhr. La création de la RDA, le 7 octobre 1949 sur le secteur soviétique en Allemagne, confère une souveraineté faible au nouvel État, par rapport à celle de la République fédérale allemande, créée le 23 mai 1949, sur l'étendue des secteurs anglais, américain et français.
Du côté des alliés occidentaux, l’Allemagne reste un danger. L'éradication du national-socialisme est une préoccupation forte contrebalancée par la peur du communisme. Une ligne libérale est imposée, symbolisée par l’adoption des trois couleurs nationales et l’abandon du drapeau impérial. La dénazification est menée progressivement et inégalement. Les lois et les organisations nazies ne sont supprimées qu’au début de l’automne 1945. Dans la partie occupée par les Américains et leurs alliés, des listes de personnalités non-compromises avec le nazisme sont établies. Elles reprennent des responsabilités locales.

### États-Unis

#### Bilan géopolitique et stratégique
En 1945, les États-Unis font figure de vainqueurs de la Seconde Guerre mondiale aux côtés des autres Alliés. La puissance américaine sort renforcée du conflit planétaire. Les soldats américains bénéficient d'une image positive en Europe de l’Ouest.
L'après-guerre est marquée par la dégradation des relations avec l'URSS. Avec la disparition de l'ennemi commun (l'Axe), la Grande Alliance se disloque. Truman ordonne la démobilisation générale : les troupes américaines passent de 11 à 1,5 million d’hommes ; le retour des soldats est facilité par l'application du GI Bill of Rights (juin 1944) qui permet à des centaines de milliers de jeunes militaires d'intégrer l'université et d'acquérir un logement grâce à des taux préférentiels et des emprunts garantis. Pourtant les États-Unis tirent les leçons de l'après Première Guerre mondiale et décident de rompre avec l'isolationnisme : c'est à San Francisco qu'est signée la Charte des Nations unies, acte fondateur de l'ONU. L'expansionnisme soviétique et les débuts de la guerre froide les entraînent à se poser comme les leaders du monde libre (doctrine Truman en 1947).

#### Bilan politique
Avec la guerre, l'État fédéral a continué d'intervenir dans l'économie nationale. Le président Roosevelt a poursuivi l'interventionnisme étatique qu'il avait engagé pour combattre les effets de la Grande Dépression avec le New Deal.
Harry Truman eut la charge de finir la guerre, étant donné la mort de Roosevelt en cours de mandat en avril 1945. Il lança les deux bombes atomiques pour obtenir la capitulation du Japon. Il tenta d'appliquer le Fair Deal, un ensemble de réformes économiques et sociales dont les principes s'inscrivaient dans la continuité du New Deal de son prédécesseur : assurer le plein-emploi, augmenter le salaire minimum, soutenir les tarifs agricoles, renforcer le système de sécurité sociale, améliorer l'habitat et mettre en œuvre de grands travaux. Cette politique se heurta au Congrès dominé par les Républicains dès 1945.

#### Bilan démographique et social

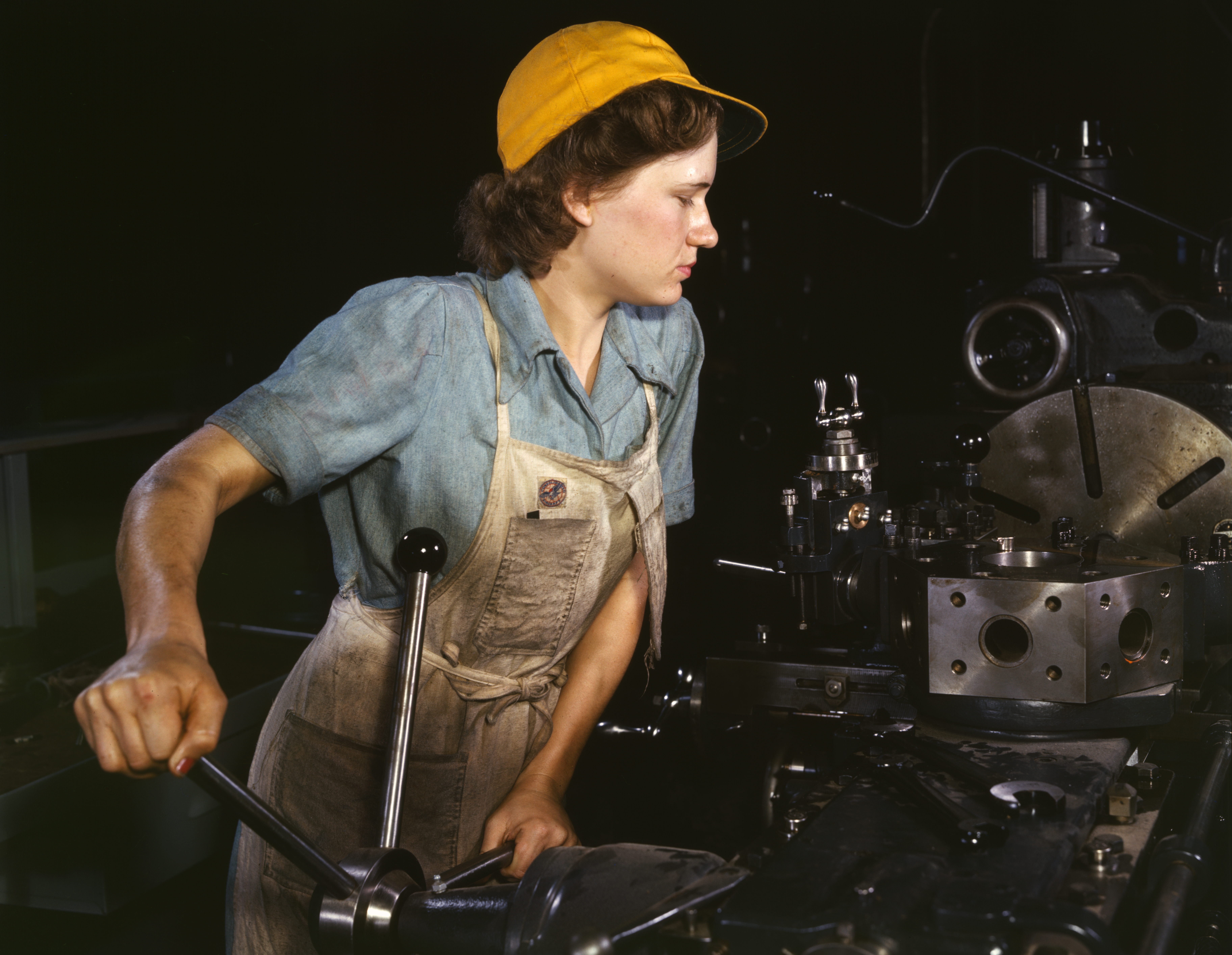
Ouvrière-tourneuse dans l'usine de la Consolidated Aircraft, à Fort Worth, Texas

Les pertes humaines américaines sont moins importantes que celles d'autres pays belligérants : 292 000 morts dans les combats de la Seconde Guerre mondiale, 114 000 pour d’autres causes. En 1945, la population s'élève à 140 millions d'habitants.
La guerre a fait baisser le chômage par la mobilisation de millions d'Américains et a sorti le pays de la Grande Dépression.
Cependant, l'inflation provoque d'importantes grèves en 1946 (entre 3 et 5 millions de grévistes), ce qui fait craindre l'agitation sociale et la montée du communisme. En 1947, le Congrès majoritairement républicain adopte la Loi Taft-Hartley qui limite le droit syndical et de grève. Le Maccarthisme montre l'angoisse de la subversion intérieure dans le contexte de la guerre froide. La montée de l’anticommunisme affecta notamment l’Église catholique romaine soutenue par les immigrés irlandais, italiens ou polonais.
La Seconde Guerre mondiale a transformé le monde du travail. Les femmes ont renforcé leur place et occupent 35 % des emplois en 1944 ; la géographie économique est bouleversée par l'implantation des industries aéronautiques et d’armement dans les États de l'Ouest et du Sud. 15 millions d'Américains ont changé de lieu de résidence pour faire face aux besoins de l'économie de guerre. Cette migration interne a profité à la Sun Belt dont l'importance grandit. Enfin, l'urbanisation a connu une accélération notable qui se prolonge dans les années 1950.
La situation des Afro-Américains s'améliore lentement : leur intégration sociale progresse grâce à l'armée (700 000 Noirs dans l'Armée en 1944). La guerre a plutôt tendance à souder la nation, même si des émeutes raciales éclatent en 1943. Roosevelt prend des mesures pour limiter les discriminations dans l'administration fédérale (Executive Order 8802). En 1942, le Congress of Racial Equality est fondé pour lutter contre la discrimination dans les bâtiments publics du Nord du pays. La Grande migration commencée dans l'Entre-deux-guerres se poursuit : plusieurs milliers de Noirs quittent le Sud pour travailler dans les métropoles californiennes.

#### Bilans économique et financier

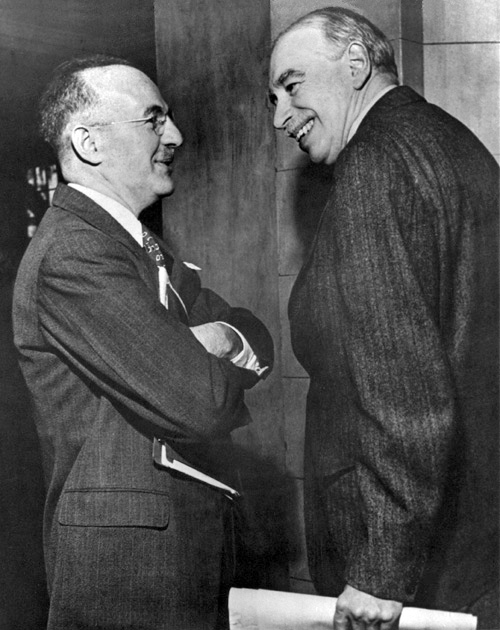
Harry Dexter White (à gauche) et John Maynard Keynes en 1946. Ils furent les deux protagonistes principaux de la conférence tenue à Bretton Woods.

Les États-Unis sont le seul grand pays allié resté intact : le territoire américain n'a pas été envahi et n'a pas connu de destructions massives, sauf à la suite de l’attaque japonaise sur Pearl Harbor en 1941.
Alors que les belligérants européens connaissent une importante crise monétaire, les réserves américaines en or demeurent intactes, de même que l’agriculture et l’industrie. Les États-Unis possèdent 2/3 du stock d’or mondial, et imposent un nouveau système monétaire international à la conférence de Bretton Woods (juillet 1944). Le dollar américain n'a pas perdu de sa valeur contrairement à d'autres unités monétaires.
Il faut néanmoins reconvertir l’économie de guerre vers la production de biens de consommation et assurer les débouchés économiques extérieurs. Le pays occupe la première place mondiale dans tous les domaines de l'économie. Il assure l'équivalent de la moitié de la production de la planète, ; il possède 2/3 de la flotte mondiale et assure 25 % des échanges. La balance commerciale est excédentaire, mais dépend de la capacité des économies européennes à se reconstruire.
Les États-Unis souhaitent reconstruire l'économie mondiale selon les principes du libre-échange : ils estiment que le protectionnisme est l'une des causes de la Seconde Guerre mondiale.

#### Bilans scientifique et culturel
Les États-Unis disposent d'une avance technologique et scientifique sur les autres pays du monde. En 1945, seul Washington possède l'arme nucléaire. L'Harvard Mark I est mis au point en 1944 : il s'agit du premier ordinateur numérique aux États-Unis et est considéré comme étant le premier calculateur universel. De nombreux savants (Albert Einstein), intellectuels (Hannah Arendt) et artistes (Ernst) se sont réfugiés aux États-Unis pour fuir le fascisme italien, le nazisme et la guerre. L'expressionnisme abstrait apparaît en 1946, au cours d'une exposition à New York. Cet art qui se voulait avant-gardiste, cosmopolite et "apolitique" fait se déplacer le cœur de l'art moderne de Paris à New York.
Les soldats américains contribuent à la diffusion de la culture des États-Unis en libérant l'Europe : ils font découvrir le jazz, les jeans, des produits symbolisant la jeunesse et l'American Way of Life. Le prestige des États-Unis est renforcé par leur prospérité enviée et la société de consommation comme en témoignent les Mémoires du général De Gaulle.